# Бунда Юхим
Юхим Бунда (*?нар. Білі Береги, Володимир-Волинський повіт — пом. червень 1941 Володимир-Волинський) — український військовик, сотник Армії УНР, діяч Просвіти.

## Життєпис

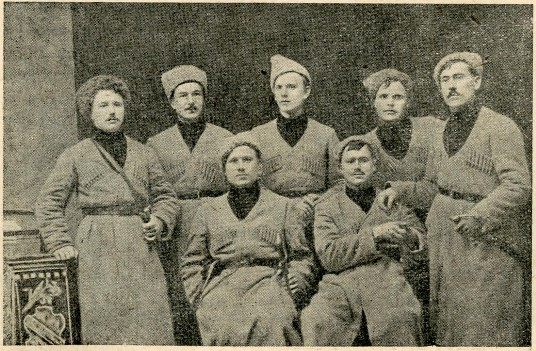
Штаб Володимир-Волинського бойового загону Армії УНР в Горохові. Травень 1919 року. Зліва на право сидять — начальник повітової міліції в Володимирі Микола Баламут і сотник Юхим Бунда; стоять — Микола Панасевич (писар), Юрко Бунда (начальник постачання), Гуща (курінний), Харитон Радчук (осаул), і Федір Тарасюк (старшина для доручень).

Народився у с. Білі Береги, Володимир-Волинського повіту, Волинської губернії (нині - м. Володимир, Волинська область).

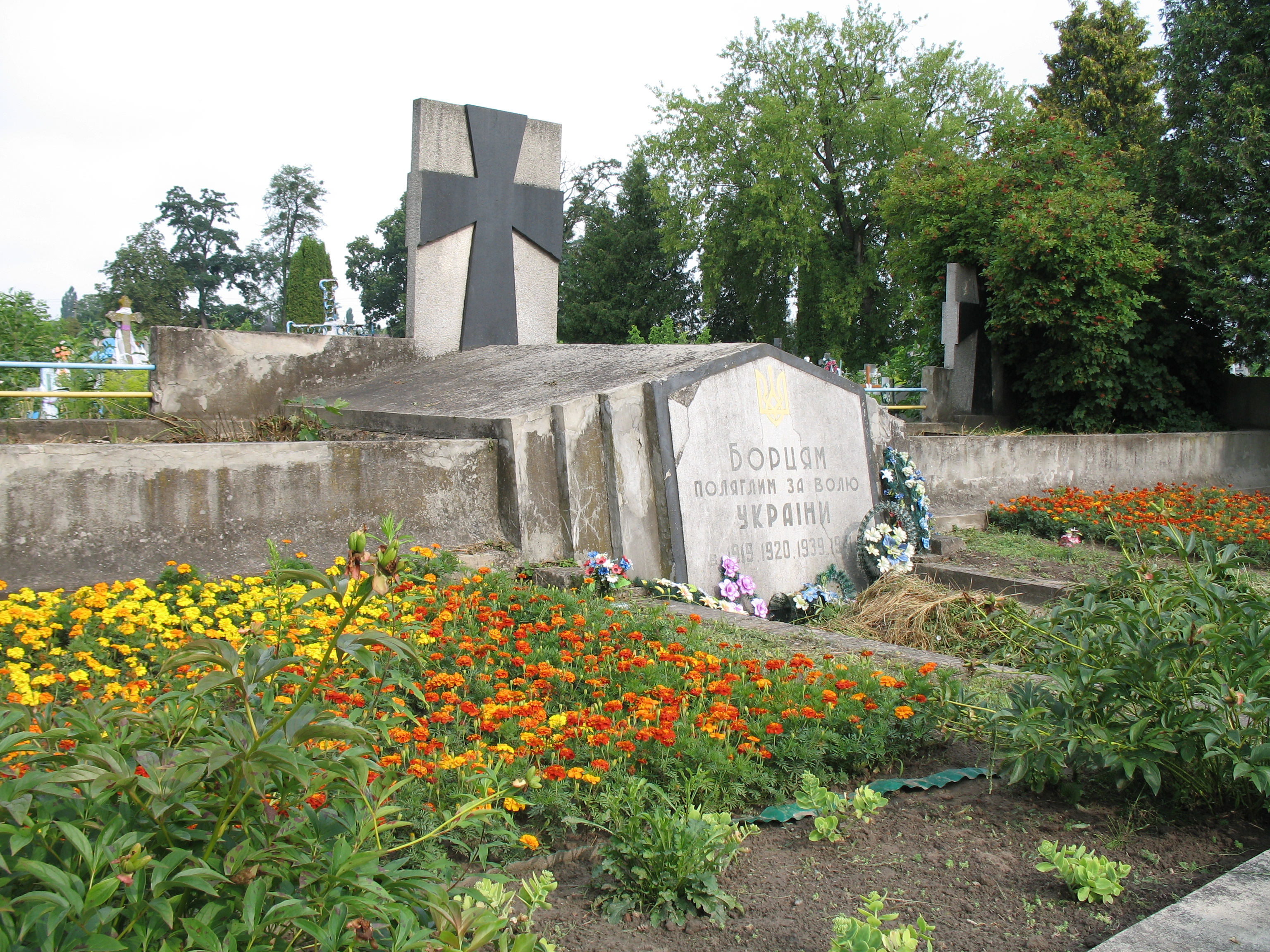
Меморіальний комплекс на Лодомирському кладовищі у Володимирі-Волинському, на могилі 10 або 12 вояків Армії УНР, що загинули у бою за Володимир-Волинський у січні 1919 р. та 19 невпізнаних в'язнів Володимирської в'язниці, розстріляних НКВС 22 червня 1941 р.

Мешкав в м. Володимир-Волинський Волинської області. Був сотником Армії УНР, брав участь у боях з поляками за Володимир-Волинський
в січні 1919 року, вибиваючи ворога з міста кілька разів.
У міжвоєнний період організатор Просвіти на Володимирщині. 
Керівник Фронту Національної Єдности 1930-ті роки.
Арештований у 1940 році органами НКВС, замордований в червні 1941 року під час допитів у Володимир-Волинській в'язниці.
Перепохований у братській могилі на Ладомирському цвинтарі.

## Вшанування пам'яті
У Володимирі є вулиця названа на честь Юхима Бунди.